# ويليام ه غينسبورغ
ويليام ه غينسبورغ (بالإنجليزية: William H. Ginsburg)‏ (و. 1943 – 2013 م) هو محام من .

## التعليم
تعلم في جامعة جنوب كاليفورنيا.